# NMI (білок)
NMI (англ. N-myc and STAT interactor) – білок, який кодується однойменним геном, розташованим у людей на короткому плечі 2-ї хромосоми.  Довжина поліпептидного ланцюга білка становить 307 амінокислот, а молекулярна маса — 35 057.
| 10         |  | 20         |  | 30         |  | 40         |  | 50         |
| ---------- |  | ---------- |  | ---------- |  | ---------- |  | ---------- |
| MEADKDDTQQ |  | ILKEHSPDEF |  | IKDEQNKGLI |  | DEITKKNIQL |  | KKEIQKLETE |
| LQEATKEFQI |  | KEDIPETKMK |  | FLSVETPEND |  | SQLSNISCSF |  | QVSSKVPYEI |
| QKGQALITFE |  | KEEVAQNVVS |  | MSKHHVQIKD |  | VNLEVTAKPV |  | PLNSGVRFQV |
| YVEVSKMKIN |  | VTEIPDTLRE |  | DQMRDKLELS |  | FSKSRNGGGE |  | VDRVDYDRQS |
| GSAVITFVEI |  | GVADKILKKK |  | EYPLYINQTC |  | HRVTVSPYTE |  | IHLKKYQIFS |
| GTSKRTVLLT |  | GMEGIQMDEE |  | IVEDLINIHF |  | QRAKNGGGEV |  | DVVKCSLGQP |
| HIAYFEE    |  |            |  |            |  |            |  |            |

A: Аланін

C: Цистеїн

D: Аспарагінова кислота

E: Глутамінова кислота

F: Фенілаланін

G: Гліцин

H: Гістидин

I: Ізолейцин

K: Лізин

L: Лейцин

M: Метіонін

N: Аспарагін

P: Пролін

Q: Глутамін

R: Аргінін

S: Серин

T: Треонін

V: Валін

Кодований геном білок за функцією належить до фосфопротеїнів. 
Задіяний у такому біологічному процесі як поліморфізм. 
Локалізований у цитоплазмі.